# La Voz de Galicia
La Voz de Galicia és un periòdic escrit en castellà que es publica a Galícia. Fundat el 4 de gener de 1882 per Juan Fernández Latorre, La Voz de Galicia s'ha fet un lloc a escala estatal, i és un dels principals mitjans impresos per tiratge arreu d'Espanya (123.639 exemplars i 655.000 lectors diaris segons l'últim sondeig de l'OJD).
Aquesta capçalera pertany al Grupo Voz que té la seu a la Corunya i que és propietari, a més d'aquest diari, de canals de ràdio, 41 freqüències de ràdio, una productora de televisió i d'una empresa d'estudis de sondeig d'opinió i televisió.
El periòdic compta amb diferents edicions que es diferencien en el quadern central dedicat a cada zona. Les seccions reben els noms de "La Coruña", "Arousa", "Barbanza", "Carballo", "Deza-Tabeirós", "Ferrol", "Lemos", "Lugo", "Madrid", "A Mariña", "Ourense", "Pontevedra", "Santiago" i "Vigo".

## Història
La Voz de Galicia va ser fundada el 1882 per Juan Fernández Latorre com un diari republicà, progressista i lliurepensador. Durant la Primera Guerra Mundial la seva posició va estar entre la neutralitat i una aliadofília de facto. Consolidada ja durant els anys de la Segona República amb una difusió de més de 20.000 exemplars, va ser a la dècada dels seixanta, amb l'arribada de Santiago Rey Fernández-Latorre com a gerent, quan La Voz de Galicia va començar la seva expansió, i va arribar a aconseguir diferents fites: renovació tècnica i la superació dels 100.000 exemplars de difusió diària. Amb tot, es va convertir en el sisè diari d'Espanya creant un sistema d'edicions que donava cobertura a tota Galícia. El 1885 havia creat la Biblioteca Gallega, una editorial amb l'objectiu de divulgar l'obra d'escriptors gallecs.
Durant la dècada dels vuitanta va avançar vers la seva conversió en grup multimèdia, i va propiciar el posterior naixement de la Corporación Voz de Galicia, un grup de mitjans de comunicació del qual també formen part Radio Voz, Voz Audiovisual, Sondaxe, Canal Voz, V Televisión, Disgasa, Gaesa i www.lavozdeasturias.
L'any 2013, la cobertura que va fer de l'accident del tren Alvia a Santiago de Compostel·la i de l'assassinat de la menor Asunta Basterra, va ser durament criticada a causa del seu sensacionalisme i groguisme. La Voz de Galicia va publicar fotografies dels morts de l'accident i dades personals i familiars en el cas de l'assassinat de la nena.

## Edició digital

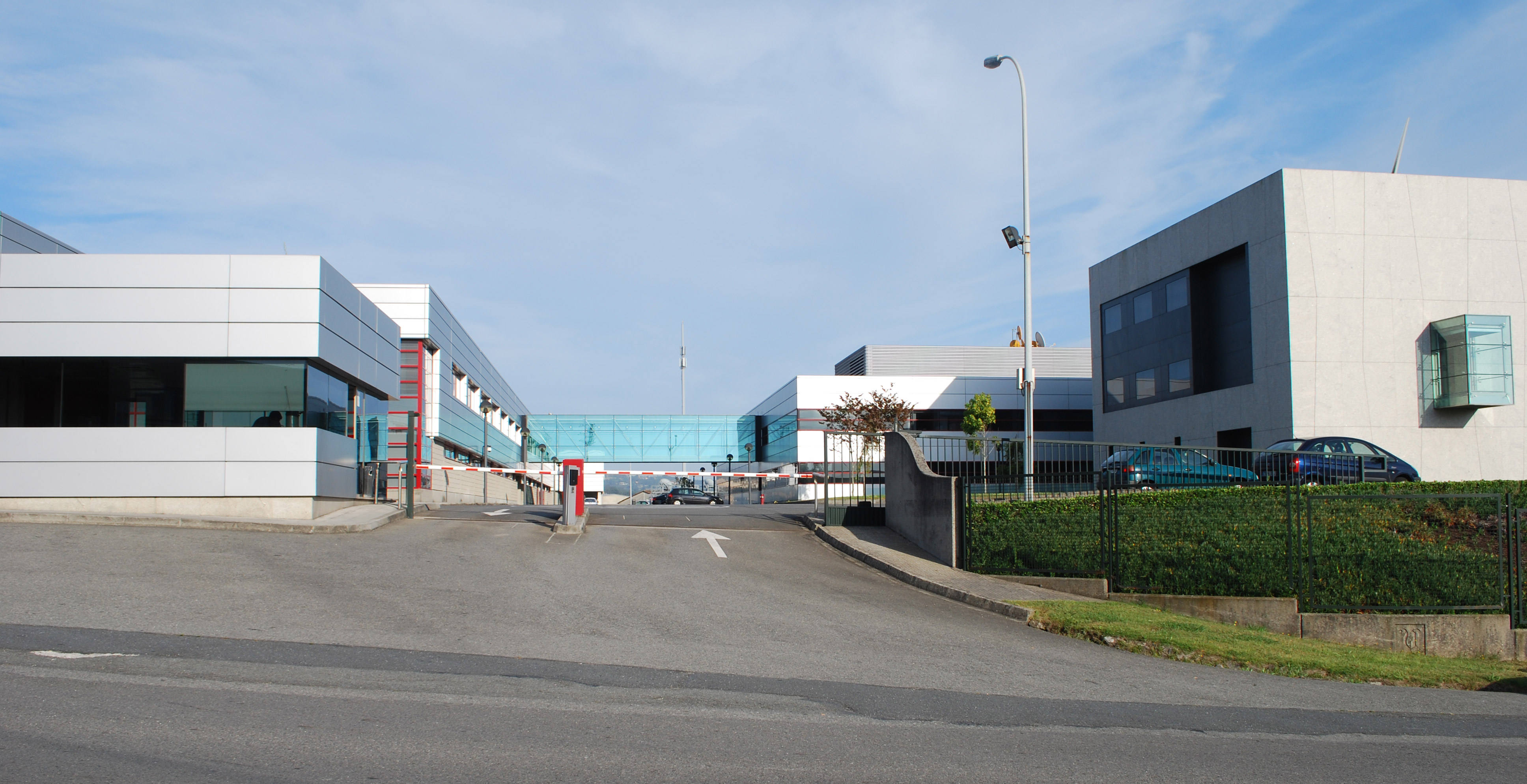
Seu de la Voz de Galicia a Arteixo, A Coruña.

La Voz de Galicia va començar la seva edició digital el 17 de maig de 2000. Des del principi, la pàgina va ser una de les més seguides a Galícia entre els diaris informatius. Amb el temps va anar ampliant els seus continguts, ja que al principi es limitava a oferir resums de les principals notícies que sortien en l'edició en paper i informacions d'àmbit local. La Voz de Galicia té registrats a Internet lavozdegalicia.es, lavozdegalicia.com, lavoz.com i avoz.com. A la pàgina web, a part del castellà, es poden consultar els continguts en gallec a través d'un traductor automàtic.
El desembre de 2015, l'edició digital va superar els 8,5 milions d'usuaris mensuals.
Existeix una versió de pagament amb accés a tots els continguts del diari.

## Ingressos
A part dels ingressos per la venda de diaris i publicitat (tant a l'edició en paper com en la digital), La Voz de Galicia rep una subvenció anual de la Xunta de Galicia, que l'any 2014 va pujar a 662.175,81 €.

## Periodistes
- Antonio Sempere Bernal